# 濱田早萌
濵田 早萌（はまだ さきほ、1994年12月28日 - ）は、兵庫県姫路市出身の、日本の柔道選手である。階級は48kg級。身長146cm。血液型はA型。組み手は右組み。段位は初段。得意技は小内刈。現在はベネシードに所属。

## 人物
柔道は6歳の時に始めた。荒井中学2年の時には全中の44kg級に出場したが2回戦で敗れた。愛知県の大成高校に進むと、1年の時には全日本ジュニア44kg級で2位だったものの、世界ジュニアでは史上最年少となる15歳297日で優勝を果たした。2年の時にはインターハイ48kg級で3位だったが、全日本ジュニア44kg級で優勝した。そして世界ジュニアの決勝では昨年に続いてブラジルの選手を破り2連覇を達成した。ベルギー国際のジュニアの部では3位だったが、シニアの部では優勝を果たした。3年の時にはアジアジュニアで優勝を飾った。2013年には龍谷大学に進学した。2015年の東アジア選手権では48kg級で優勝を飾った。団体戦でも優勝した。2021年の実業個人選手権では優勝した。2022年の実業個人選手権では2連覇した。

## 戦績
(全日本ジュニアとアジアジュニアと世界ジュニアは44kg級での戦績。それ以外は48kg級での戦績。)
- 2010年 - 全日本ジュニア 2位
- 2010年 - 世界ジュニア 優勝
- 2011年 - 韓国ジュニア国際 3位
- 2011年 - インターハイ 3位
- 2011年 - 全日本ジュニア 優勝
- 2011年 - 世界ジュニア 優勝
- 2012年 - ベルギー国際 ジュニアの部 3位
- 2012年 - ベルギー国際 シニアの部 優勝
- 2012年 - 全日本ジュニア 2位
- 2012年 - アジアジュニア 優勝
- 2014年 - 全日本ジュニア 3位
- 2014年 - 学生体重別 5位
- 2014年 - 講道館杯 5位
- 2015年 - 東アジア選手権 個人戦 優勝 団体戦 優勝
- 2016年 - 学生体重別 5位
- 2017年 - 実業個人選手権　5位
- 2021年 - 実業個人選手権 優勝
- 2022年 - 実業個人選手権 優勝

(出典、JudoInside.com)